# حمام ینگ حسین
حمام ینگ حسین مربوط به دوره قاجار است و در شهرستان دورود، بخش مرکزی، دهستان ژان، روستای ینگ حسین واقع شده و این اثر در تاریخ ۲۸ اسفند ۱۳۸۵ با شمارهٔ ثبت ۱۸۵۹۳ به‌عنوان یکی از آثار ملی ایران به ثبت رسیده است.